# Deux Bassins
Deux Bassins è un comune dell'Algeria, situato nella provincia di Médéa.